# Leucorrhinia
Leucorrhinia, tiếng Anh thường gọi là whitefaces, là một chi chuồn chuồn ngô thuộc họ Libellulidae.

## Các loài
Listed alphabetically.
- Leucorrhinia albifrons (Burmeister, 1839) – Dark Whiteface[4]
- Leucorrhinia borealis  Hagen, 1890 – Boreal Whiteface[5]
- Leucorrhinia caudalis (Charpentier, 1840) – Lilypad Whiteface[4]
- Leucorrhinia circassica Bartenev, 1929
- Leucorrhinia dubia (Van der Linden, 1825) – White-faced Darter,[6] Small Whiteface[4]
- Leucorrhinia frigida  Hagen, 1890 – Frosted Whiteface[5]
- Leucorrhinia glacialis Hagen, 1890 – Crimson-ringed Whiteface[5]
- Leucorrhinia hudsonica (Selys, 1850) – Hudsonian Whiteface[5]
- Leucorrhinia intacta (Hagen, 1861) – Dot-tailed Whiteface[5]
- Leucorrhinia intermedia Bartenev, 1912
- Leucorrhinia orientalis Selys, 1887
- Leucorrhinia patricia Walker, 1940 – Canada Whiteface[5]
- Leucorrhinia pectoralis (Charpentier, 1825) – Large White-faced Darter, Yellow-Spotted Whiteface[4]
- Leucorrhinia proxima Calvert, 1890 – Red-waisted Whiteface,[7] Belted Whiteface[5]
- Leucorrhinia rubicunda (Linnaeus, 1758) – Ruby Whiteface[4]
- Leucorrhinia ussuriensis Bartenev, 1914

## Hình ảnh

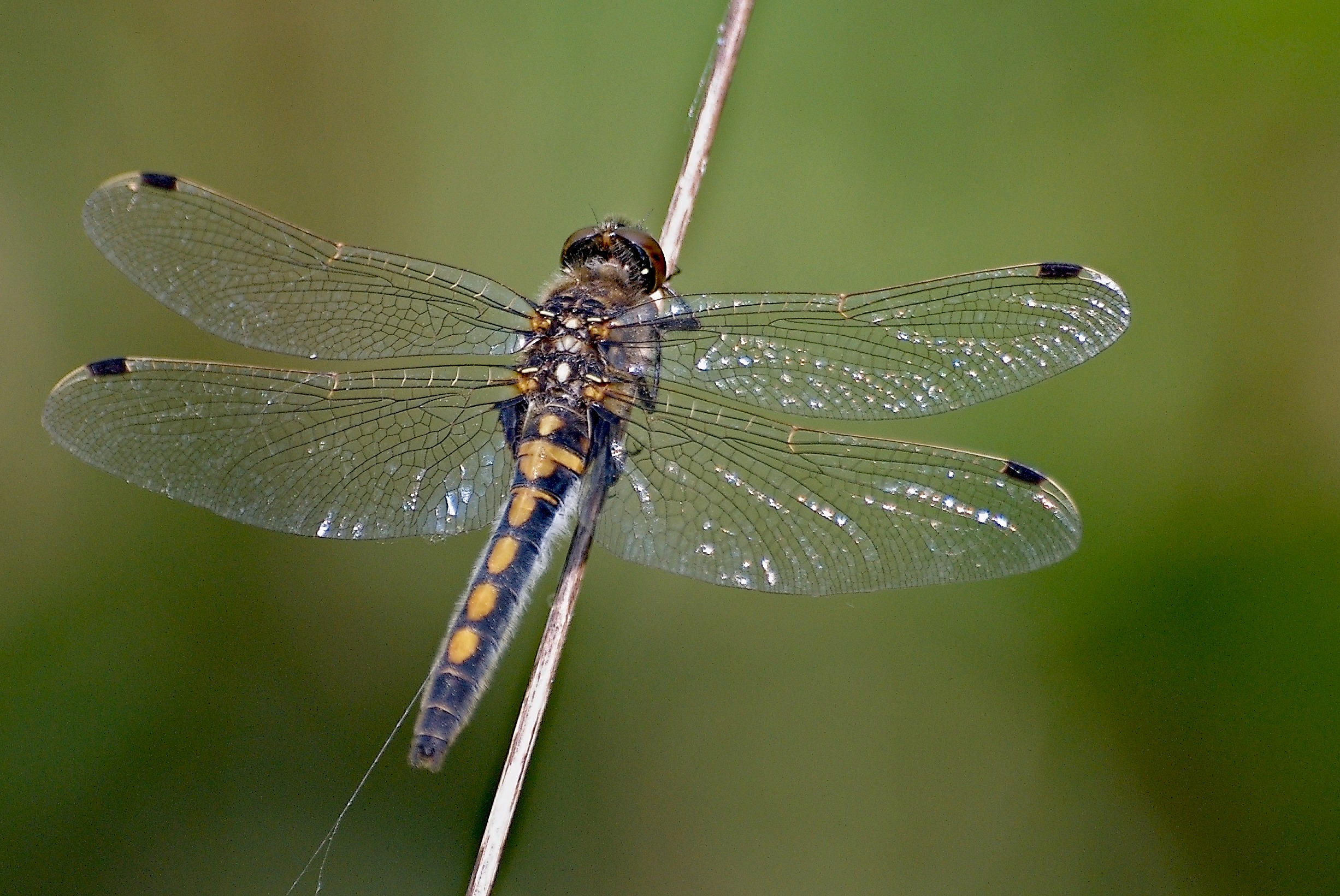
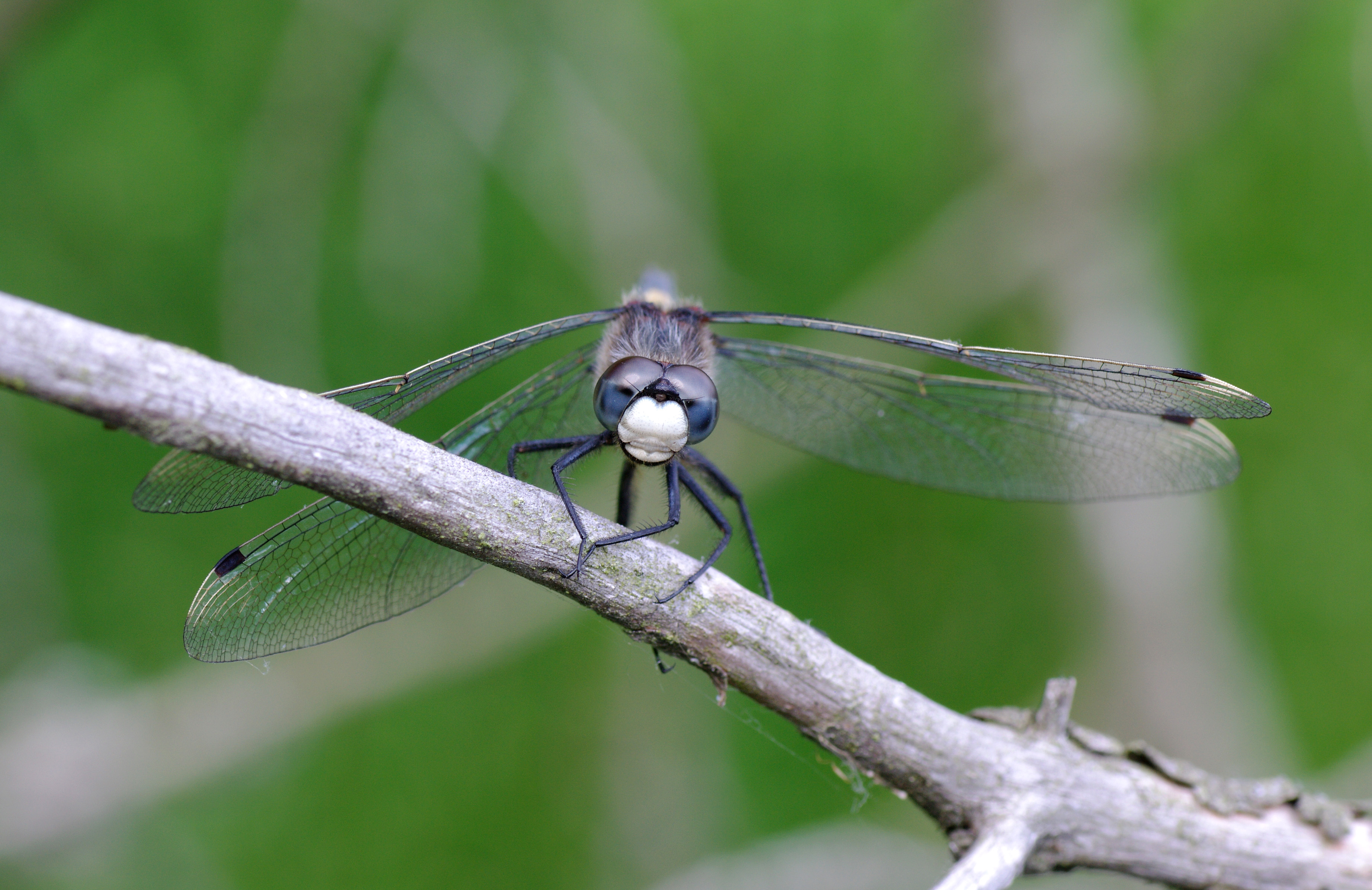
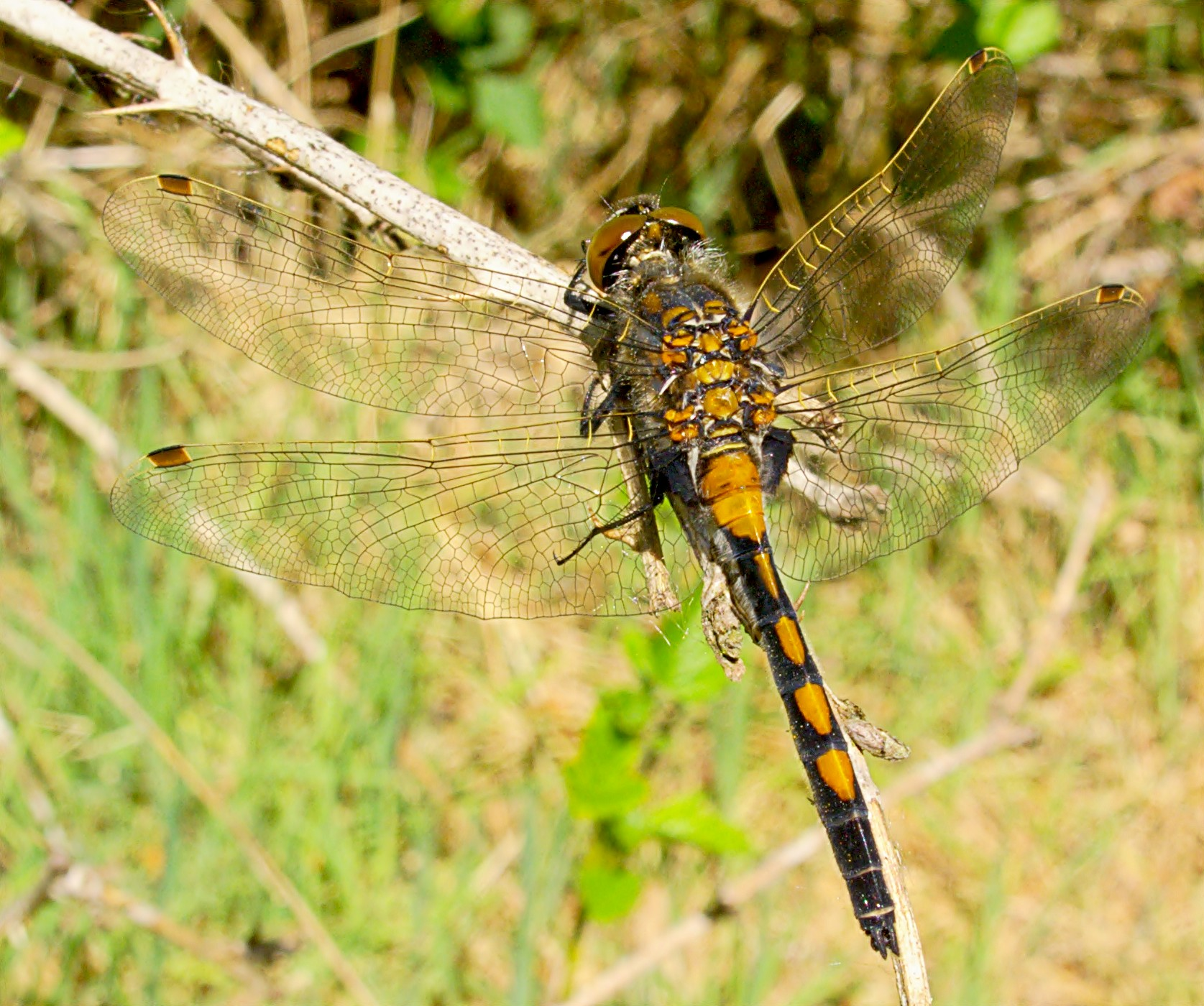
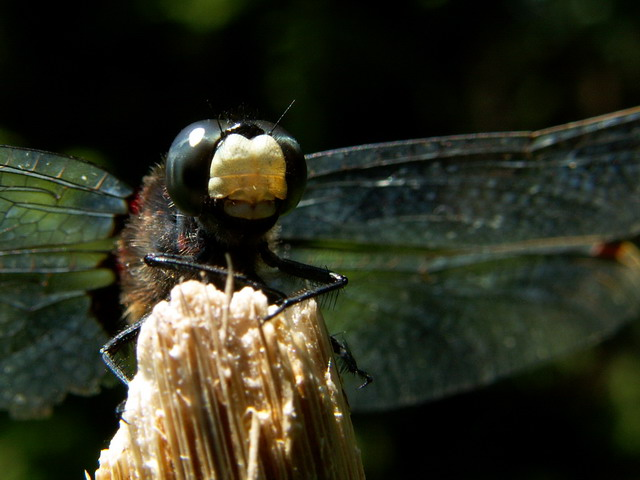